# Watson (Missouri)
Watson – wieś w Stanach Zjednoczonych, w stanie Missouri, w hrabstwie Andrew.